# 李国栋 (威宁)
李国栋（？—1838年），男，贵州威宁人，清朝官员，官至浙江提督，谥襄恪。

## 生平
其父为李自新，因征金川阵亡，李国栋承其父爵位为恩骑尉。乾隆五十三年（1788年），任清江协右营左哨千总。嘉庆四年（1799年），任四川提标前营都司。五年，任云南抚标右营游击。七年正月，先后参与镇压南笼苗民暴动和川、楚两省教民起事。十二年，为元江营参将。十五年，任威远营参将。二十年，任楚雄协副将。二十三年，任临元镇总兵官。道光五年（1825年），任振威将军、云南提督，十六年调任浙江提督，十八年在入海追击倭寇时，因沉船而不幸身亡，谥襄恪。